# 諾瑪-加拉德特大學站
诺玛-高立德大学站（英語：NoMa–Gallaudet U station）是华盛顿都会区交通局地铁中的一个岛式站台。它服务于华盛顿地铁红线，位于联合车站和罗德岛大道-布兰伍德车站之间。該站位于华盛顿东北部的纽约大道和佛罗里达大道的交叉口附近。该车站位于诺玛社区内，既有住宅区，也有商业区，车站位于佛罗里达大道的商业区。该站于2004年11月20日以纽约大道-佛罗里达大道-高立德大学站的名义开放，于2011年改为现名，作为系统的第一个加设站，也是第一个由公共和私人基金组成的加设站。

## 历史
1976年开通红线地铁时并没有该站。直至1996年，有人提出在纽约大道增设地铁车站的想法，以在华盛顿市中心和马里兰州际线之间对纽约大道进行更好的改善。1999年2月，拟议车站附近的主要业主原则同意为该工程提供约2,500万美元的私人投资。这笔钱用於購置拟建车站方圆0.5英里(0.80公里)内的所有商业地產，并收取特别税费评估。据估计，2000年10月竣工的费用为8400万美元，联邦政府批准了2500万美元的建设费用。其余的费用将分摊，3400万美元来自该地区，2500万美元来自对周边商业地产的特别税收评估。有了资金保障，新增设车站可以开工了。 
2000年12月16日车站开工，华盛顿市长安东尼·威廉斯和哥伦比亚特区的美国国会的代表埃莉诺·霍姆斯诺 出席开工仪式。2002年5月，地铁公司授予车道建设/斯莱特里/斯堪斯卡公司 设计和建造的车站的合同。由于该站施工是在现有线路上进行，而且仍然正在运行的红线，因此在施工期间造成了红线运营有不同程度的延迟。2004年，车站仍然正在建设中，站名由纽约大街站变成纽约大道-佛罗里达大道-高立德大学站，这样更改是为了反映它的位置附近佛罗里达州大道以及高立德大學附近的位置。
2004年11月20日，红线第84站，在既有线路第一个增设车站开通。最后的花费是1.037亿美元，联邦政府和私人土地所有者各出资2500万美元，华盛顿政府出资5370万美元。它的建设成促进了诺玛社区新开发和再开发。该车站于2011年11月3日更名为诺玛-高立德大学，并于2012年6月13日正式更名。

## 車站結構

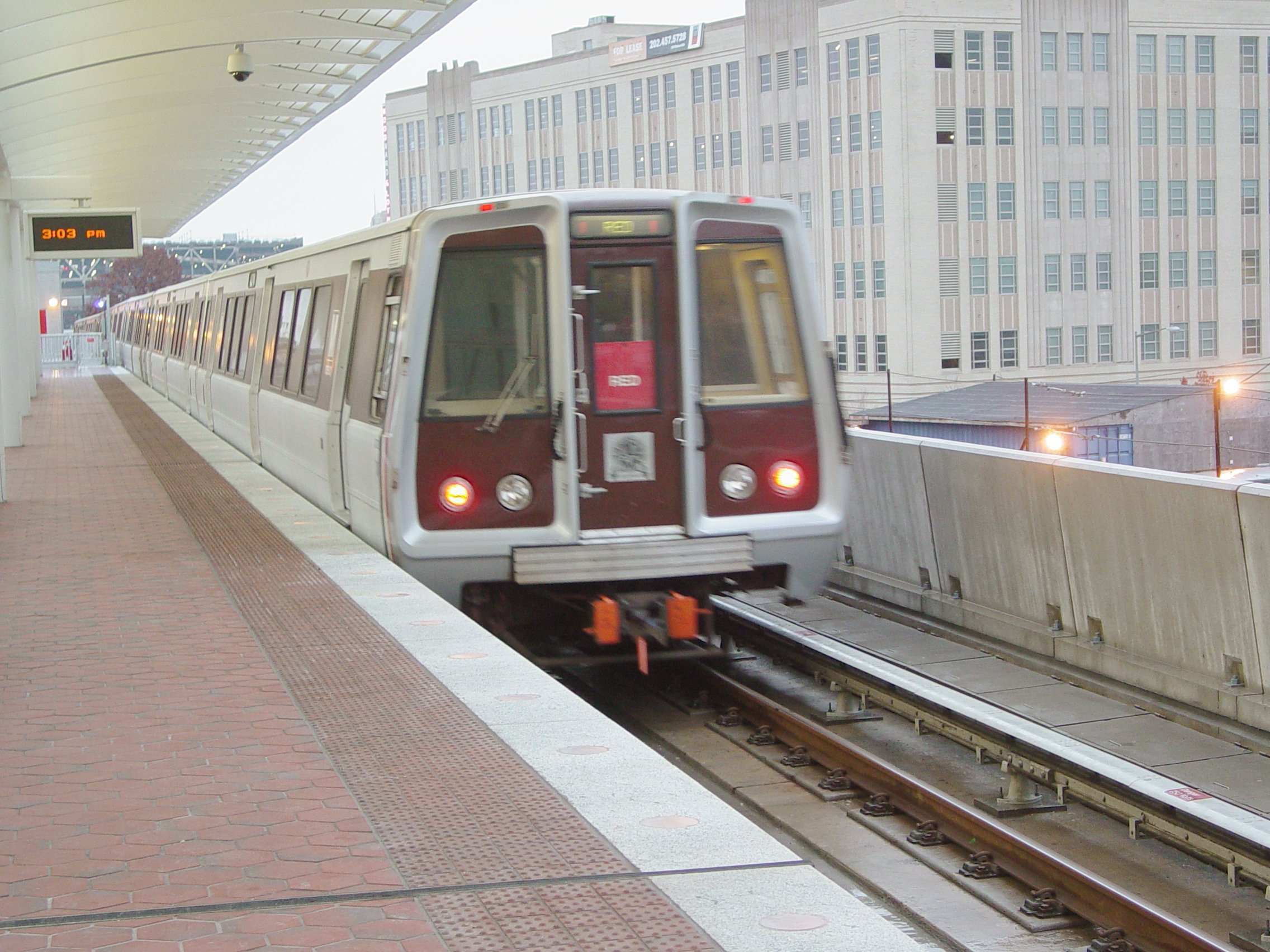
红线列车离开车站

诺玛-高立德大学站位于华盛顿东北部的纽约大道和佛罗里达大道的交汇处。车站位于诺玛社区内，以诺玛社区命名。诺玛社区既是住宅区，也是商业区。车站本身位于佛罗里达州大街上的一个商业区。它的设计不同于以往的车站，这表明地铁在多年的运营中在几个方面吸取了经验。它的顶棚由白色油漆，钢板桁架和玻璃包裹而不是混凝土组成。它没有像旧车站那样只有一个电梯，而是有两个。这样做的目的是，如果电梯坏了，可以到另外一个电梯继续使用，而不必从另一个车站提供穿梭服务。

车站的艺术元素也被纳入车站设计，作为地铁艺术的一部分。雕塑家芭芭拉·格里古蒂斯在第二大街入口处创作了一个高27英尺(8.2米)的铝制雕塑，它的叶子来自一棵深红色的橡树。雕塑的每一面都有一首名为“旅程”的诗，由华盛顿桂冠诗人德洛丽丝·肯德里克创作。这首诗写着:
慢慢地走上台阶，快速地数星星。
格兰杰蒂斯还在车站外建造了500英尺(150米)高的钢栅栏，栅栏上点缀着各种颜色的玻璃叶子。它的设计灵感来自于华盛顿浓密的树冠，而红色橡树是华盛顿特区的官方树种。此外，大都会支线的一部分作为其建设的一部分完成。
| P 月台層 | 西行               | 往涼蔭叢（聯合車站）              |
| P 月台層 | 島式月台，左側開門 |                                   |
| P 月台層 | 東行               | 往格蘭蒙特（羅德島大道-布蘭伍德） |
| M        | 夾層               | 單向閘機、售票機、車站詢問處      |
| G        | 街道層             | 出入口                            |

## 服务时间
诺玛-高立德大学站的这条线从林荫道到格伦蒙特，途经华盛顿市中心。车站开放时间为星期一至五上午5时11分至12时22分，星期五上午5时11分至3时23分，星期六上午7时11分至3时23分，星期日上午7时11分至12时22分。火车在每天的高峰时段和中午运行，每隔一段时间就有一次，而在清晨和夜晚的服务则更为有限。车站还为自行车使用者提供10个行李架和28个储物柜，与Zipcar共享车辆，并与多条地铁线路连接。